# Bartholomäus I.

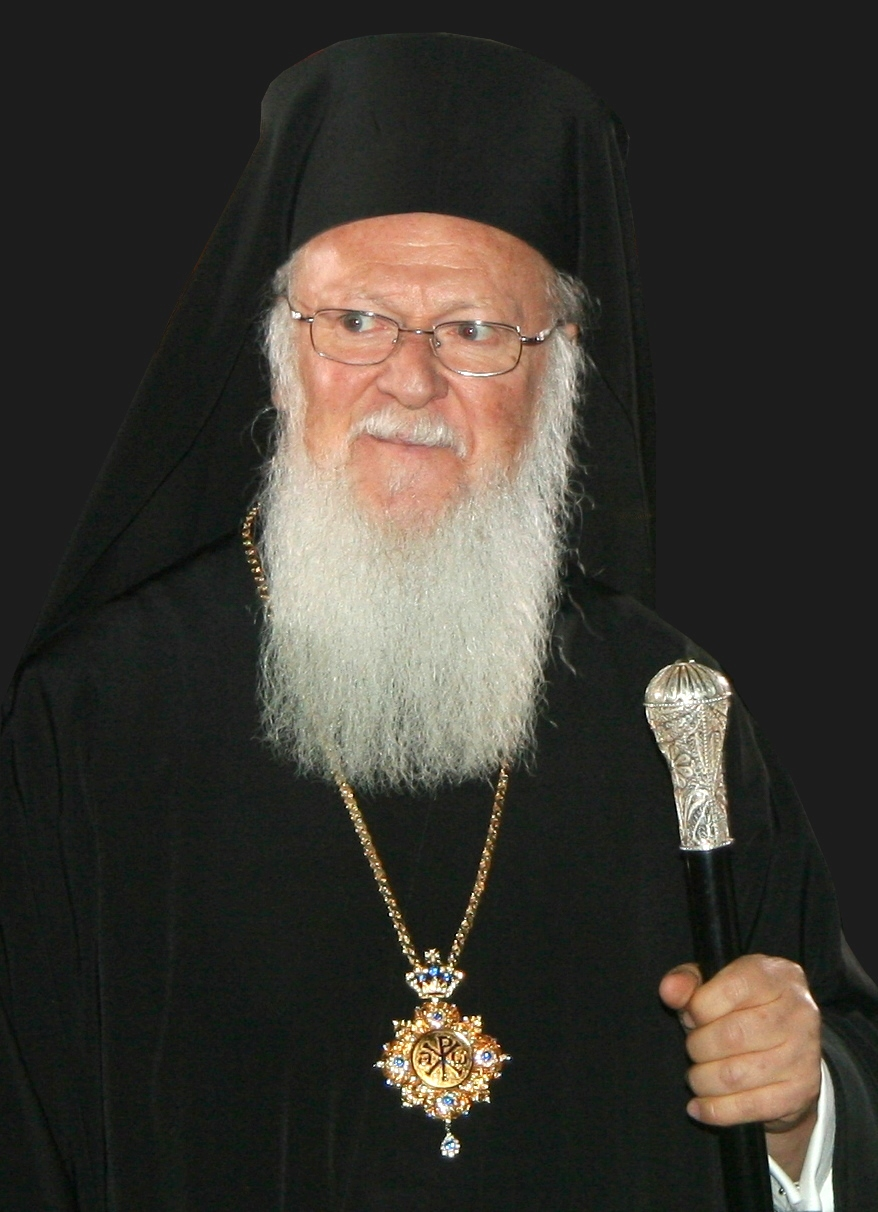
Patriarch Bartholomäus I. (2007)

Bartholomeos I. (griechisch Βαρθολομαίος, türkisch I. Bartholomeos), auch Bartholomaios I. oder Bartholomäus I., mit bürgerlichem Namen Dimitrios Archondonis, (* 29. Februar 1940 auf Gökçeada im Dorf Zeytinliköy, Çanakkale, Türkei) ist seit 1991 griechisch-orthodoxer Ökumenischer Patriarch von Konstantinopel mit Sitz in Fener in Istanbul. Er ist der 270. Nachfolger des Apostels Andreas.
Der Patriarchenstuhl von Konstantinopel ist der Erste und somit sein Inhaber Primus inter pares („Erster unter Gleichen“) unter den anderen Oberhäuptern autokephaler Kirchen orthodoxer Christen in aller Welt.

## Leben
Dimitrios Archondonis studierte Theologie im Priesterseminar von Chalki in der Türkei, an der Päpstlichen Universität Gregoriana in Rom und in München. Im Jahre 1961 wurde er zum Diakon, 1969 zum Priester geweiht. Drei Jahre später wurde er Leiter der Patriarchatskanzlei in Istanbul. 1973 erfolgte seine Weihe zum (Titular-)Bischof von Philadelphia (Lydien). 1990 wurde er Metropolit von Chalkedon und damit ranghöchstes Mitglied des Heiligen Synods. Am 22. Oktober 1991 wählten ihn die 15 Metropoliten der Heiligen Synode zum Erzbischof von Konstantinopel und Ökumenischen Patriarchen.
Patriarch Bartholomeos gilt als reformorientierter Vertreter der orthodoxen Kirchen. Er engagiert sich für die Ökumene und den Dialog zwischen den Religionen. Er spricht Griechisch, Türkisch, Italienisch, Deutsch, Französisch, Englisch und Lateinisch fließend. Außerdem setzt er sich stark für den Umweltschutz ein, so dass er in der Presse teilweise als „der Grüne Patriarch“ tituliert wurde. 2002 wurde er mit dem Umweltpreis Sophie-Preis ausgezeichnet. Er war Teilnehmer am Weltgebetstreffen von Assisi im Jahr 2002.
Eine Delegation von Bartholomeos I. wurde am 30. Juni 2005 von Papst Benedikt XVI. im Vatikan anlässlich dessen Pontifikatbeginns im Vatikan empfangen. Der Gegenbesuch in Istanbul fand am 30. November 2006 statt, dem Hochfest des Apostels Andreas. Am Ende dieser Begegnung gaben Benedikt und Bartholomeos eine gemeinsame Erklärung ab. Beim interreligiösen Friedenstreffen von Neapel traf Bartholomeos  im Oktober 2007 erneut mit Benedikt zusammen und eröffnete gemeinsam mit dem Papst am 28. Juni 2008 das Paulusjahr in der Patriarchalbasilika St. Paul vor den Mauern in Rom, das sowohl von Katholiken als auch Orthodoxen zum Gedenken an das 2000. Geburtsjahr des Apostels begangen wurde.
Eines seiner Anliegen ist die Wiedereröffnung der 1971 von der damaligen türkischen Regierung geschlossenen theologischen Hochschule von Chalki (türk. Heybeli Ada), die für die Ausbildung von Priestern notwendig ist. Ohne diese Hochschule ist das Weiterbestehen des Patriarchats gefährdet, da der Patriarch nach kirchlichem Recht Priester, nach türkischem Recht aber zugleich türkischer Staatsbürger sein muss, und die Türkei im Ausland studierenden Theologen regelmäßig die Staatsbürgerschaft entzieht. Eine Vielzahl von Petitionen des Patriarchen an die türkische Regierung in Ankara blieb bislang unbeantwortet. „Das Ökumenische Patriarchat ist vielleicht die einzige Kirche der Welt, die keine Möglichkeit hat, ihre Priester auszubilden“, sagt Bartholomeos. Die türkische Regierung verweigert dem Patriarchat weiterhin jegliche rechtliche Anerkennung. Das türkische Höchstgericht in Ankara hat dem Patriarchen verboten, den Titel „ökumenisch“ zu gebrauchen. Gemäß dem Urteil untersteht das Patriarchat vollständig den türkischen Gesetzen und ist nicht dazu berechtigt, einen universalen Titel zu tragen.
Nach Berichten, die der Internationalen Gesellschaft für Menschenrechte (IMG) bis 2006 vorlagen, hat die rechtsgerichtete türkische Organisation Graue Wölfe rund 2,5 Millionen Unterschriften zur Vertreibung des Patriarchen von Konstantinopel gesammelt. Bartholomeos bestätigte, dass sich die Lage der Christen in der Türkei „vom Schlechten zum Schlechteren“ wende.
Im Zuge des Prozesses gegen die Mitglieder der ultranationalistischen Untergrundorganisation Ergenekon wurde bekannt, dass diese unter anderem auch einen Mordanschlag auf Patriarch Bartholomeos geplant habe.
Am 19. März 2013 nahm Bartholomeos an der Inauguration von Papst Franziskus teil. Zum ersten Mal seit dem Morgenländischen Schisma von 1054 reiste somit das Oberhaupt der orthodoxen Kirche zu einer Krönung oder Amtseinführung des Oberhauptes der römisch-katholischen Kirche.

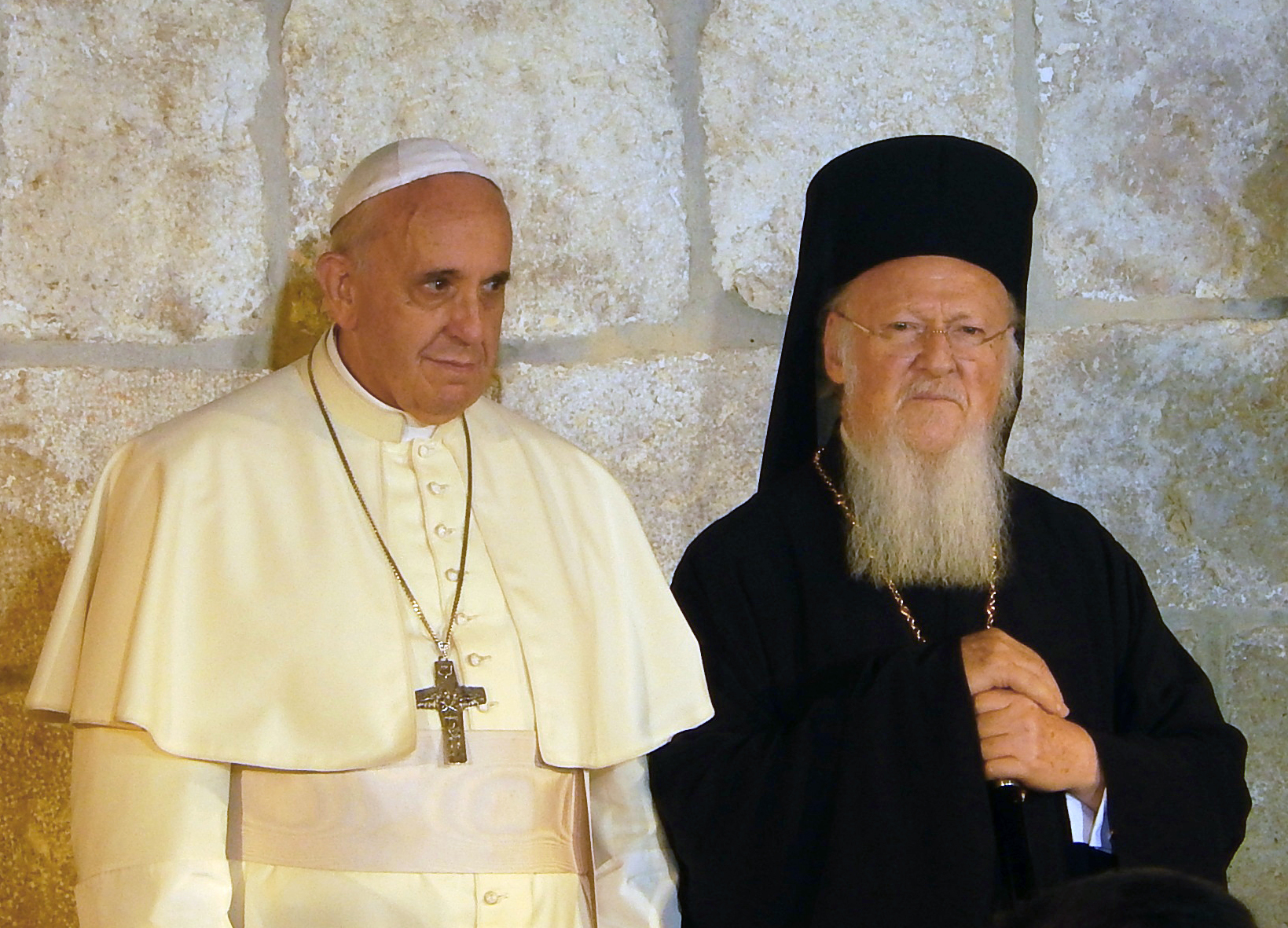
Mit Papst Franziskus in der Grabeskirche in Jerusalem (2014)

Im April 2014 besuchte der Patriarch offiziell die Niederlande, wo er im persönlichen Gespräch mit König Willem-Alexander und Außenminister Timmermans unter anderem seiner Sorge über die Gewalt im Nahen Osten Ausdruck gab. Vom altkatholischen Erzbischof von Utrecht Joris Vercammen in die St. Gertrudis-Kathedrale eingeladen, würdigte Bartholomeos I. dort in seiner Rede die bisherige Arbeit der gemeinsamen orthodox-altkatholischen Dialog-Kommission. Dies war der Gegenbesuch zum 2011 erfolgten Treffen der beiden im Phanar. In Utrecht hielt der Ökumenische Patriarch des Weiteren seine Vortragsreihe „Glaube und Umwelt“ über den Schutz der Schöpfung und die Fragen der sozialen Gerechtigkeit. Deutlich prangerte er auch den Hunger in der Welt und die zu geringen Maßnahmen der Politik zur Beseitigung desselben an. Abschließend erneuerte Bartholomeos, angesichts der Eskalation im Nahost-Konflikt, nochmals seinen Aufruf zur Einleitung eines Versöhnungsprozesses.
Ende November 2014 führte Papst Franziskus, im Rahmen eines Türkeibesuchs, ausführliche Gespräche mit Bartholomeos I. In seiner Enzyklika Laudato si’ zitiert Papst Franziskus den Patriarchen ausdrücklich als Beispiel für einen ökumenischen Dialog über die Bewahrung der Schöpfung.

## Ermittlungen der Staatsanwaltschaft der Türkei
Die türkische Staatsanwaltschaft ermittelt wegen Verdachts auf Verstoß gegen Artikel 219 des türkischen Strafgesetzbuches, der den Missbrauch eines religiösen Amtes mit bis zu einem Jahr Haft ahndet. Im August 2007 wurde Bartholomeos eine Vorladung zum Justizpalast im Istanbuler Stadtbezirk Beyoğlu zugestellt, weil er trotz eines Gerichtsurteils an seinem traditionellen Titel festhält. Die türkischen Behörden sehen den Patriarchen von Konstantinopel als Oberhaupt der griechisch-orthodoxen Christen im Land. Türkische Nationalisten hegen den Verdacht, dass das Patriarchat damit zu einer Art orthodoxem Vatikan-Staat innerhalb der Türkei erklärt werden solle.

## Konflikt mit der russisch-orthodoxen Kirche
Rund 70 Prozent der Ukrainer bekennen sich zum orthodoxen Christentum. Bisher erkannten das Ökumenische Patriarchat und die mehr als ein Dutzend orthodoxen Landeskirchen offiziell nur die russisch-orthodoxe Kirche an, die in der Ukraine über die meisten Pfarreien verfügt.
Die Entwicklung der orthodoxen Kirche in der Ukraine lief seit 2014 auf eine Trennung vom Moskauer Patriarchat hin, bzw. Autokephalie der ukrainisch-orthodoxen Kirche. Im Rahmen der Vorbereitungen für die Gewährung der Autokephalie an die ukrainisch-orthodoxe Kirche hat der Ökumenische Patriarch zu seinen Exarchen in Kiew Erzbischof Daniel von Pamphilon (Vereinigte Staaten) und Bischof Ilarion von Edmonton (Kanada) ernannt. Das Patriarchat von Moskau hatte daraufhin im September 2018 die Beziehungen mit dem Patriarchat von Konstantinopel eingefroren. Bei den Fürbitten in den Gottesdiensten des Moskauer Patriarchats werde ab sofort nicht mehr Bartholomaios I. an erster Stelle genannt werden, sondern der Patriarch von Alexandrien.
Das Weltkonzil des Russischen Volkes verabschiedete Ende März 2024 ein Dokument, in dem die russische Invasion der Ukraine als „Holy War“ bezeichnet wurde. Patriarch Bartholomäus I. verurteilte die Lehre des „Weltkonzils“.

## Auszeichnungen
- 1999: Großkreuz des Sterns von Rumänien
- 2002: Sophie-Preis für Umwelt
- 2004 verlieh ihm der damalige Bundespräsident Thomas Klestil das Große Goldene Ehrenzeichen am Bande für Verdienste um die Republik Österreich.[21]
- 2005: Champions of Earth Award vom Umweltprogramm der Vereinten Nationen
- Am 13. März 2007, dem dritten Todestag von Franz Kardinal König, zeichnete die Stiftung „Communio et Progressio“ ihn im Wiener Stephansdom mit dem „Kardinal-König-Preis“ aus.
- 2011: Collane des Ritterordens Adler von Georgien
- 2012: Four Freedoms Award in der Kategorie „Religionsfreiheit“
- 2025: Templeton-Preis

Patriarch Bartholomeos I. ist Ehrendoktor von mehr als 25 Universitäten in Europa, Russland und den USA, u. a. der Yale University, der Lomonossow-Universität Moskau, der Universität Edinburgh und der Katholischen Universität Lublin „Johannes Paul II.“ (2010). Am 16. Mai 2014 ehrte ihn die Katholisch-Theologische Fakultät der Universität München als ersten orthodoxen Theologen überhaupt mit einer Ehrenpromotion. Die Evangelisch-Theologische Fakultät der Universität Tübingen hat ihm am 30. Mai 2017 die Ehrendoktorwürde verliehen.